# احمدآباد کلاته
احمدآباد کلاته، روستایی در دهستان دستگردان بخش مرکزی شهرستان عشق‌آباد در استان خراسان جنوبی ایران است.

## جمعیت
بر پایه سرشماری عمومی نفوس و مسکن در سال ۱۳۹۵، جمعیت این روستا برابر با ۱۳ نفر (۶ خانوار) بوده است.